# Итаписума
Итаписума (порт. Itapissuma) — муниципалитет в Бразилии, входит в штат Пернамбуку. Составная часть мезорегиона Агломерация Ресифи. Входит в экономико-статистический микрорегион Итамарака. Население составляет 23 110 человек (апрель 2007 года).